# Flensburg (Minnesota)
Flensburg é uma cidade localizada no estado americano de Minnesota, no Condado de Morrison.

## Demografia
Segundo o censo americano de 2000, a sua população era de 244 habitantes.
Em 2006, foi estimada uma população de 223, um decréscimo de 21 (-8.6%).

## Geografia
De acordo com o United States Census Bureau tem uma área de
18,2 km², dos quais 18,0 km² cobertos por terra e 0,2 km² cobertos por água. Flensburg localiza-se a aproximadamente 369 m acima do nível do mar.

## Localidades na vizinhança
O diagrama seguinte representa as localidades num raio de 16 km ao redor de Flensburg.